# Hajnik Károly Közgazdasági Szakközépiskola
A Hajnik Károly Közgazdasági Szakközépiskola – a Budapest VIII. Vas utcai Széchenyi István Gyakorló Kereskedelmi Szakközépiskola kereteiből kinőve – 1985-től a VII. kerület Murányi utca 10. szám alatti iskolaépületben működött önálló intézményként 2007. június 30-ig. E napon a Fővárosi Önkormányzat iskolamegszüntetési hullámának részeként bezárták, épületét kiürítették; tanárai és diákjai egy részével beolvasztották a Leövey Klára Közgazdasági Szakközépiskolába. A volt iskolaépület azóta kihasználatlanul, üresen áll.

## Az iskola története

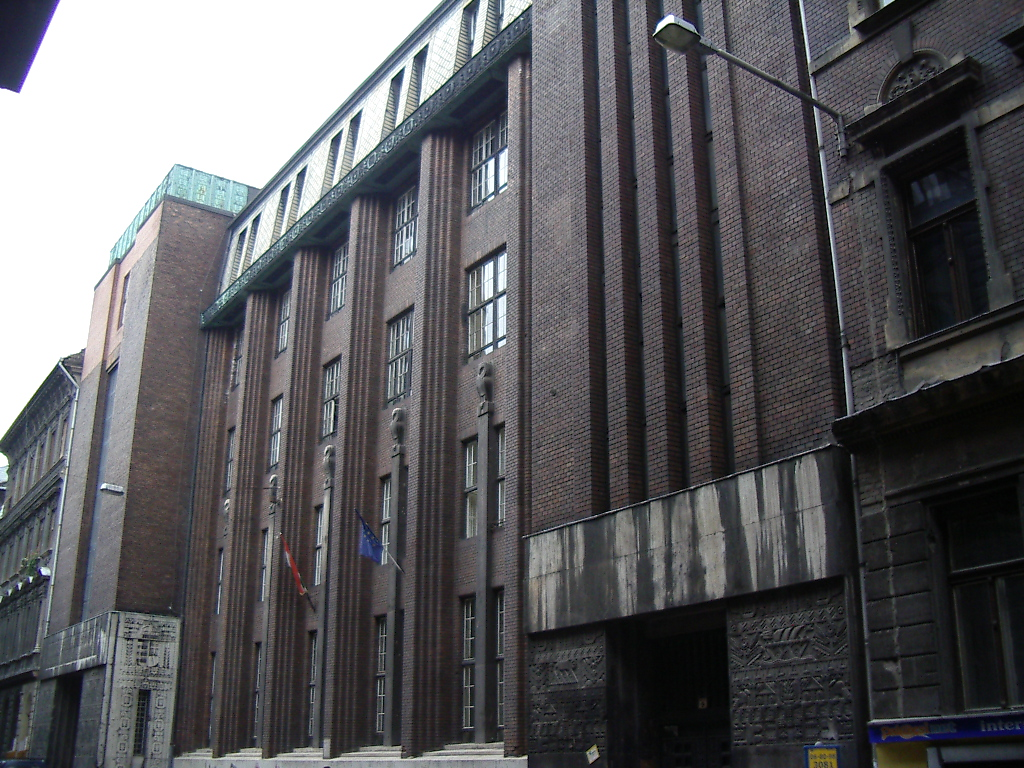
A Vas utcai épület

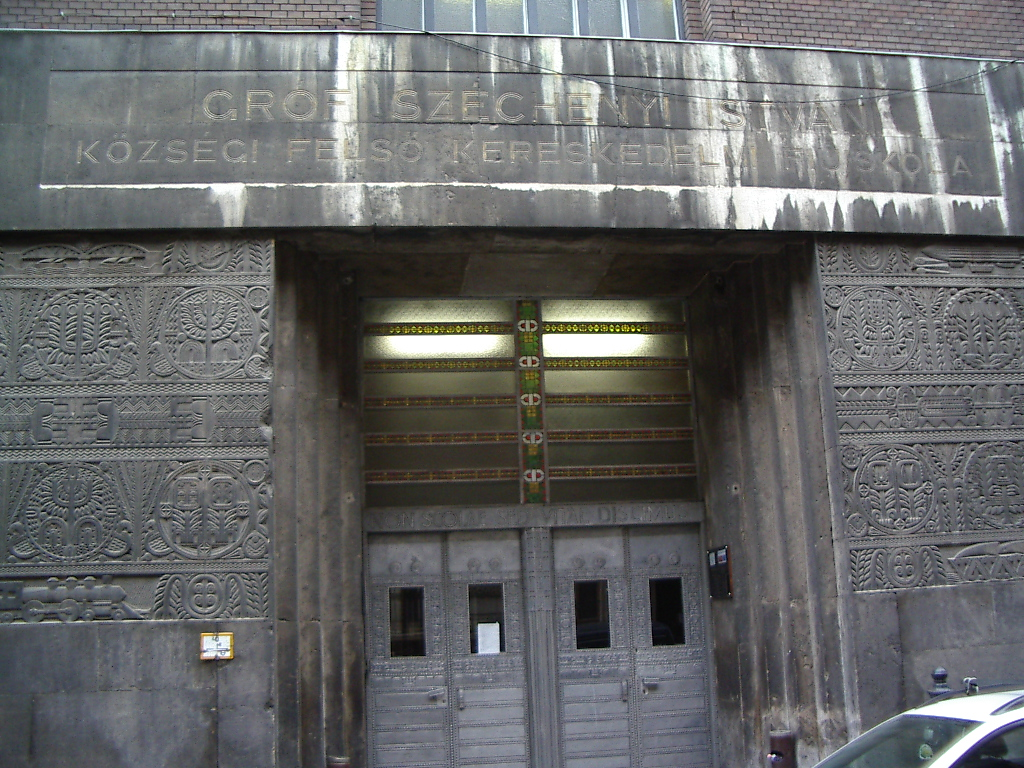
A Vas utcai épület bejárata

### Az épület
A Budapest VIII. Vas utca 9. – 11. számú épület Lajta Béla tervei alapján 1908 és 1912 között épült fel.

### Az előzmények
Az impozáns épületben 1912 szeptemberében megnyitotta kapuit a Széchenyi István Gyakorló Kereskedelmi Szakközépiskola. Itt 1921-ben külön gyors- és gépíró tagozatot alapítottak, amely önálló Gyors- és Gépíró Iskolává fejlődve 1985-ig működött.

### A kezdet
1985-ben a Gyors- és Gépíró Iskola a Budapest VII. kerület Murányi utca 10. számú – a XIX. század végén neoklasszicista stílusban épített – iskolaépületbe költözött. Még ebben az évben felvette az első magyar országgyűlési gyorsírónak, Hajnik Károlynak a nevét, és – mint a gyorsíró iskola jogutódja – közgazdasági szakközépiskolává alakult. A legelső középiskolai osztály, a IV/G (of. Süle Sándorné), 1991-ben tett érettségi vizsgát. Idegen nyelvből ez az osztály még nem érettségizett, mert 1990-ig az intézmény hiányt szenvedett megfelelő nyelvtanárokból.

### A fejlődés
1990 augusztusában Párkányné Károly Edit igazgatósága idején számos új tanár, köztük nyelvtanár került az iskolába. A következő évtől bővült a számítástechnika-informatika szakos tanárok létszáma is. Az új igényeknek, új tanterveknek, új képzési céloknak megfelelően fejlesztések kezdődtek, amelyek 1993-tól Szunomár Zoltán, majd 1999-től dr. Székely Károly Ákos igazgató működése idején folytatódtak.
A legfontosabbak:
- ÚJ TANTERMEK: számítástechnika-termek, taniroda kialakítása, korszerű berendezése
- KÖNYVTÁR: új helyiségben nyert kialakítást. A Vas utcából áthozott 1570 kötetes könyvállománya az évek során 2004-re elérte az 5000 könyvtári egységet, amelyben már nemcsak könyvek, hanem mintegy ezres nagyságrendben más információhordozók (pl. videokazetták, CD-k stb.) is megtalálhatók voltak. 2000-ben számítógépet, majd internet-összeköttetést kapott. A kitűnő állománygyarapítás, feldolgozás és feltárás, valamint az igényes pedagógiai munka következtében a könyvtár az iskola leglátogatottabb színterévé vált 2.
- TORNATEREM: új parketta, új tornaszerek, kondicionálóterem
- NYELVI LABOR: 2004-ben sikerült beszerezni és üzembe helyezni
- Sportudvar, díszburkolat
- Az egész épület külső tatarozása, belső karbantartása
- PHARE-program: A fejlődés egyik meghatározó eleme volt a Phare-programhoz való kapcsolódás. Az iskolában részben a Világbank és az Európai Unió Phare-programja szerint folyt egy ideig az oktatás. Mint Phare iskola jelentős eszközfejlesztésben részesült az intézmény, ami korszerű technikai felszereltséget eredményezett. Kiépítették a számítógépes hálózatot. A legkorszerűbb multimédiás gépekkel is rendelkeztek. Az internethez való csatlakozás megvalósult.

A pedagógiai munkáról is néhány szót!
Az országban – az állami oktatási intézmények között – elsőként dolgozta ki és valósította meg  az iskola a titkár-menedzserasszisztens képzési programot, amelyet számos intézmény átvett, illetve továbbfejlesztett.  Érettségizetteknek bevezette a jogi asszisztens és az ügyintézőtitkár I. elnevezésű szakképzést. Népszerűek voltak a protokoll ügyintéző, irodavezető, titkárságvezető OKJ-s képzések is. Az elmúlt évtizedek alatt sok ezer fiatalt juttatott magas szintű tudáshoz, sokan egyetemekre és főiskolákra is bejutottak. A felvételi arányszámok tükrében az iskola – folyamatosan javuló tendenciát mutatva – az átlagos szintet megütve bejutott a középmezőnybe 3. 
A Hajnikban végzettek által preferált felsőoktatási szakok a következők voltak: bölcsész, egészségügyi, műszaki, pedagógiai, természettudományi, és messze kimagaslóan a gazdasági 4.
Iskolai élet, hagyományok
Az iskolában töltött éveket mozgalmas közösségi élet és családias hangulatú rendezvények tették felejthetetlenné. Többek között sport- és gépírásversenyek, túrák, külföldi utak, vidám farsangi és gólyabálok. Az iskola jó hírnevét az országos és nemzetközi tanirodai kiállításokon, versenyeken, képzési börzéken való részvétel tovább erősítette. 
A végzősök szalagavató bálját mindig óriási készülődés és érdeklődés övezte. A ballagás előestéjén zenés műsoros esttel, szerenáddal búcsúztak tanáraiktól az iskola udvarán.
Számos hagyomány alakult ki, amelyek legfontosabbika a névadó születésnapjának megünneplése volt minden évben, egybekötve a Fiumei úti Hajnik-sír megkoszorúzásával. Emellett minden ilyen Hajnik-napnak megvolt a maga speciális tematikája. Így például 2001. december 7-én a tanulók névadó-történeti versenyen vehettek részt.
Minden tanév végén a folyamatosan kiváló eredményt elérő tanulókat az  iskola legmagasabb kitüntetésével, a Hajnik emlékéremmel jutalmazták.
A 2001-ben elhunyt Tódor Albert matematikatanárról az iskolában tantermet neveztek el, amelyben emlékére minden évben matematikaversenyt tartottak.
2006-ban ünnepelték az iskola fennállásának 75. évfordulóját, valamint Hajnik Károly 200. születésnapját. Ebből az alkalomból – Bod Péter Ákos fővédnökségével – nemzetközi tudományos tanácskozást és emlékülést rendeztek a Petőfi Irodalmi Múzeumban, valamint emlékműsort mutattak be az iskolában.

### A vég

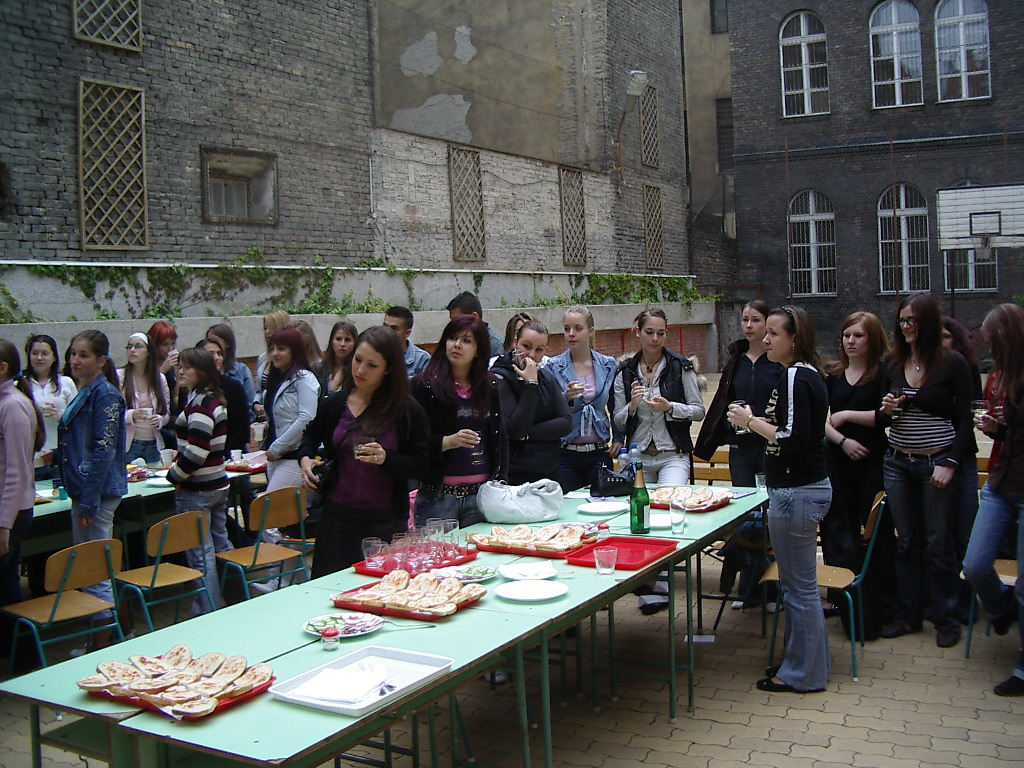
Az utolsó szerenád

Amikor a Hajnik Károly Közgazdasági Szakközépiskola már régóta számottevő szakmai tradíció birtokában dolgozott a finanszírozási gondok ellenére 5
, színvonalasan igyekezett a gazdasági változások igényeihez alkalmazkodni, sőt voltak már élő külföldi kapcsolatai osztrák, francia és svéd iskolákkal, bekapcsolódott az Európai Unió oktatási programjaiba, akkor 2007 februárjában, mint derült égből a villámcsapás, érkezett a rossz hír: az iskolát a Fővárosi Önkormányzat bezárja, illetve jogutóddal megszünteti.
A végnap a tanári karnak, a tanulóknak, a szülőknek – sőt több volt tanulónak és az iskola egyes nyugdíjas tanárainak – tiltakozása és más bezárására-összevonásra ítélt iskolákkal való összefogásuk ellenére 2007. június 30-án elérkezett. Az iskola 22 évi önálló létezés után július 1-jével hivatalosan megszűnt. A tanári kar egy része munkanélkülivé vált, egy része más munkahely után nézett, és egy részét a tanulók többségével együtt átvette a Leövey Klára KSZKI, a jogutód iskola.

## Az iskola tanári kara

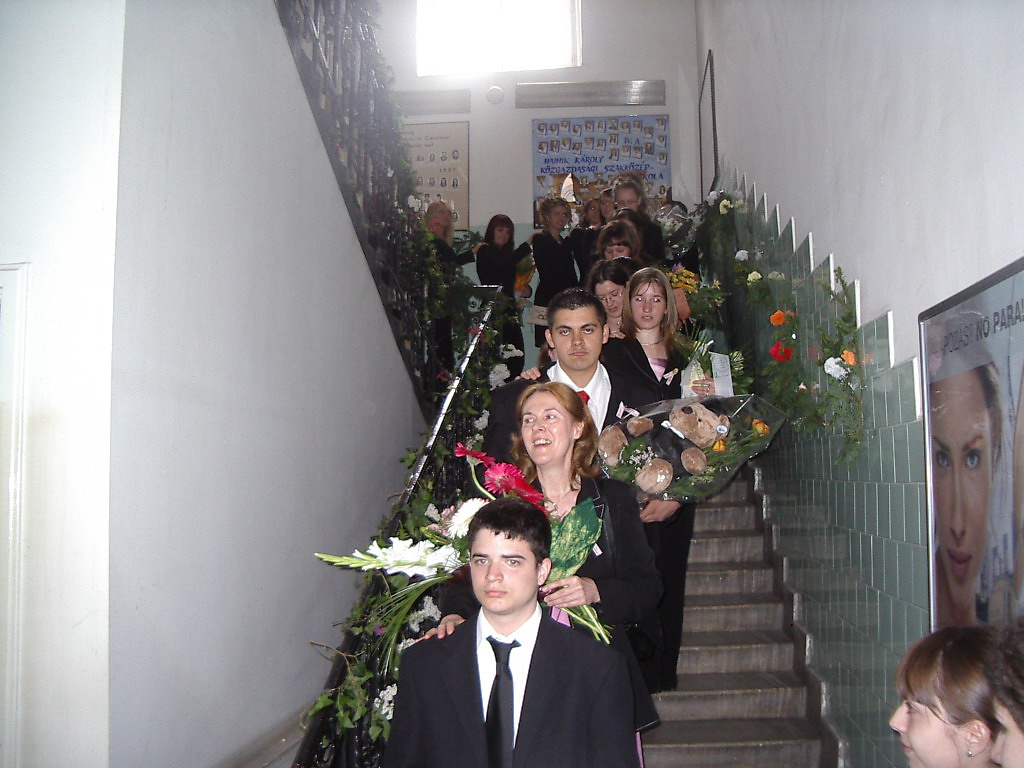
Ballagás

### Igazgatók
Párkányné Károly Edit (1985-1993)

Szunomár Zoltán (1993-1999)

dr. Székely Károly Ákos (1999-2007)

### A tantestület tagjai 2004-ben
| Bajusz Ibolya             | Kicsi Kinga          | Rencsényi Beatrice        |
| Batthyány Ferenc          | Kovács László        | Rohály Miklósné           |
| Bíróné Kovács Mária       | Kovácsné Sipos Márta | Szakács Zalán             |
| Domonkos Judit            | Magi Béla            | Szatmári Jánosné          |
| Dózsa Ferenc              | Marcsinák Judit      | Dr. Székely Károly Ákos   |
| Felkainé Meszlényi Ibolya | Nagy Kornélia        | Tari Ágnes                |
| Dr. Gállfy Sándor         | Dr. Nagy Sarolta     | Dr. Tóth Emília           |
| Gálné Bacsár Zsuzsanna    | Dr. Nyíri Judit      | Tóth Péter                |
| Gulyás Edit               | Papp Zsolt           | Valastyánné Nagy Veronika |
| Hardyné Mészáros Ágnes    | Pere János           | Vassné Kovács Dorottya    |
| Havanyecz Mihály          | Piross László        | Vencz Zoltán              |
| Horváth Éva               | Radácsy Györgyi      | Víg Emőke                 |
| Hosszú Ildikó             | Radó Eszter          |                           |

### Nyugállományba vonult tanárok
- Süle Sándorné gép-gyorsírás (1992)
- Párkányné Károly Edit ig. (1993)
- Kovács László német-könyvtár-magyar (2004)
- Piross László fizika-informatika (2005)
- Bajusz Ibolya testnevelés (2006)
- dr. Nagy Sarolta kémia, titkári ismeretek (2006)

## Külső hivatkozások
- A Magyar Köztársaság Kormányának Szakképzés-fejlesztési stratégiája 2013-ig (2005): Oktatási Minisztérium, Budapest. – PDF fájl[halott link]
- Az Oktatási Minisztérium középtávú közoktatás-fejlesztési stratégiája (2004): Oktatási Minisztérium, Budapest. – PDF fájl
- A közoktatás finanszírozása (Hermann Zoltán – Varga Júlia)
- A közoktatás finanszírozása (Táblázatok)